# العصر الجديد (صحيفة)
العصر الجديد (بالإنجليزية: New Age) صحيفة بنغلادشية يومية باللغة الإنجليزية نشرت من دكا. وهي إحدى صحف البلاد الأكثر صراحة، تعتبر سياساتها مضادة للمؤسسة التحريرية. نورول خبير هو رئيس التحرير الحالي للصحيفة. في 2004 تعرضت مكاتبها للتفتيش بدون تفويض من قبل شرطة بنغلادش. مراسلوا العصر الجديد تعرضوا للتعذّيب من قبل أعضاء كتيبة الرد السريع.